# Maximilian Burlage
Maximilian Burlage (* 31. Juli 1896 in Jever; † 21. Januar 1935 in Berlin-Charlottenburg) war ein deutscher Jurist, Verwaltungsbeamter und Politiker (Zentrum).

## Leben
Der Sohn des Reichsgerichtsrats Eduard Burlage meldete sich nach dem Besuch des König-Albert-Gymnasiums im August 1914 als Kriegsfreiwilliger. Er wurde im September des gleichen Jahres an die Westfront abkommandiert und dort verwundet. Ende 1916 geriet er als Vizewachtmeister in englische Gefangenschaft, aus der er Ende 1919 zurückkehrte. Anschließend nahm er ein Studium der Rechtswissenschaft an den Universitäten in Halle und Leipzig auf, das er 1923 mit dem Ersten Juristischen Staatsexamen abschloss. Seit dem Studium war er Mitglied der katholischen Studentenverbindung K.D.St.V. Burgundia Leipzig im CV. Er trat 1924 als Regierungsreferendar in den preußischen Staatsdienst ein, bestand 1926 das Zweite Juristische Staatsexamen und promovierte im gleichen Jahr an der Universität Leipzig zum Doktor der Rechte. Danach war er bis 1927 als Regierungsassessor beim Landratsamt in Nauen tätig. Von August 1927 bis Dezember 1932 arbeitete er als Beamter beim Preußischen Ministerium für Landwirtschaft, Domänen und Forsten. Im Anschluss wechselte er als Oberregierungsrat zur Regierung in Köln.
Burlage, der sich der Zentrumspartei angeschlossen hatte, war von März bis Oktober 1933 Mitglied des Preußischen Landtages.
Danach schied er (als Kritiker des Naziregimes) aus dem Landtag aus und arbeitete als Jurist bei den IG Farben.